# نادي فلومينينسي دي فييرا
```
نادي فلومينينسي دي فييرا لكرة القدم،
 الذي يعرف عادة 
فلومينينسي دي فييرا،
 أو مجرد 
فلومينينسي
 هو فريق كرة القدم البرازيلي من 
فييرا دي سانتانا
، 
باهيا
، 
البرازيل
، والذي تأسس في 1 يناير 1941. 
```

تقام المباريات في ملعب جويا دا برنسيسا، سعة الملعب 16274 منفرج . يلعب الفريق في قمصان بيضاء وحمراء وخضراء وشورت أبيض وجوارب بيضاء.

## التاريخ
في 1 يناير 1941، تم تأسيس فلومينينسي من فيرا فيوتيبول كلوب. أصبح فلومينينسي دي فييرا فريقًا محترفًا في عام 1954. بعد ذلك بعامين، كان النادي الوصيف في كامبيوناتو بايانو . في عام 1963، فاز النادي ب كامبيوناتو بايانو، أول لقب احترافي له. في عام 1968، كان النادي مرة أخرى الوصيف كامبيوناتو بايانو . في العام التالي، فاز النادي مرة أخرى ببطولة الدولة.
في عام 1992، كان فلومينينسي دي فييرا الوصيف في دوري البرازيلي الدرجة الثالثة ، بعد خسارته النهائي أمام تونا لوسو . ولكن لم يتم تقديم أي صعود إلى فلومينينسي دي فييرا أو تونا لوسو، لأنه لم يتم التنازع على القسم الثاني أو القسم الثالث في عام 1993.
في عام 1998، بعد دورة سيئة للغاية، انتهت في 10 من 12 فريقًا، تم نقل النادي إلى دوري الدرجة الثانية كامبيوناتو. في عام 1999، شارك فلومينينسي دي فييرا في دوري الدرجة الثانية كامبيوناتو بايانو، لينهي المنافسة في المركز الثاني، بعد تعادله بنتيجة 1-1، وتعادل خارج أرضه أمام كولو كولو من ايليوس . حصل الفريق على الصعود إلى دوري الدرجة الأولى كامبيوناتو بايانو في العام التالي.

## ملعب
ملعب فلومينينسي دي فييرا هو ملعب "استاد الاميرة جوهرة-Estádio Joia da Princesa"، الذي تم بناؤه عام 1953، وبسعة قصوى تبلغ 16,274 شخصًا. 

## حرف
تم تسمية النادي على اسم Fluminense Football Club في مدينة ريو دي جانيرو . مجموعة Fluminense de Feira، وكذلك شعار النادي، تشبه إلى حد كبير مجموعة Fluminense في Rio de Janeiro. اسم النادي، Touro do Sertão، يعني Backland's Bull. التميمة فلومينينسي دي فييرا هو الثور .

## روابط خارجية
- الموقع الرسمي (بالبرتغالية)
- فلومينينسي دي فييرا في أكويفو دي كلوبيس
- Torcida Organizada Fluminantes